# Asdf (음악 그룹)
Asdf는 대한민국의 음악 그룹이다. 2020년 싱글 [고양이 신사 (Gentle cat)]로 데뷔했다.

## 음반
- 고양이 신사 (Gentle cat) (2020)
- 안녕 뭐해? (2021)
- ㅁㄴㅇㄹ (2022)

## 기타
- 덕호씨 <성난 얼굴로 돌아보라> (2020) - 피처링/작곡/편곡
- 허첵 <그놈이 그놈> (2020) - 피처링